# Дзенцьоли (Воломінський повіт)
Дзенцьоли (пол. Dzięcioły) — село в Польщі, у гміні Тлущ Воломінського повіту Мазовецького воєводства.
Населення — 639 осіб (2011).
У 1975-1998 роках село належало до Остроленцького воєводства.

## Демографія
Демографічна структура станом на 31 березня 2011 року:
|          | Загалом | Допрацездатний вік | Працездатний вік | Постпрацездатний вік |
| -------- | ------- | ------------------ | ---------------- | -------------------- |
| Чоловіки | 307     | 81                 | 203              | 23                   |
| Жінки    | 332     | 80                 | 197              | 55                   |
| Разом    | 639     | 161                | 400              | 78                   |